# Günther Mittergradnegger
Günther Anton Mittergradnegger (* 28. Jänner 1923 in Klagenfurt als Günther Anton Wohlfahrt; † 25. Februar 1992 ebenda) war ein österreichischer Chorleiter und Komponist.

## Familie
Günther Mittergradnegger war das erste Kind des aus der Gemeinde Glanegg stammenden Gerichtsbeamten Anton Wohlfahrt (ab  1936 Familienname: Mittergradnegger; * 8. Juni 1884) und der aus der Gemeinde Gmünd stammenden Margaretha Anna Wohlfahrt (geborene Leditznig; ab  1936: Mittergradnegger; * 27. November 1900). Die Eltern haben am 2. August 1922 in Maria Saal geheiratet.
Zum Wechsel des Familiennamens von 'Wohlfahrt' zu 'Mittergradnegger' kam es 1936, als der Großvater von Günther, nämlich Michael Mittergradnegger (geb. 1832) in einer späten Eheschließung 1905 seinen Sohn Anton Wohlfahrt (dem späteren Vater von Günther) legitimierte; aber erst 1936 wurde dieser Wechsel des Familiennamens auch behördlich berichtigt.
Im Jahr 1936 beantragte der Vater Anton die Versetzung von Millstatt an das Bezirksgericht Klagenfurt, die wohl aufgrund seiner Nähe zum katholisch-autoritären Regime auch bewilligt wurde. Nach der Machtergreifung der Nationalsozialisten wurde Mittergradneggers Vater im Jahr 1939 wegen seiner Nähe zum Ständestaat als politisch unzuverlässig zwangspensioniert.

## Leben

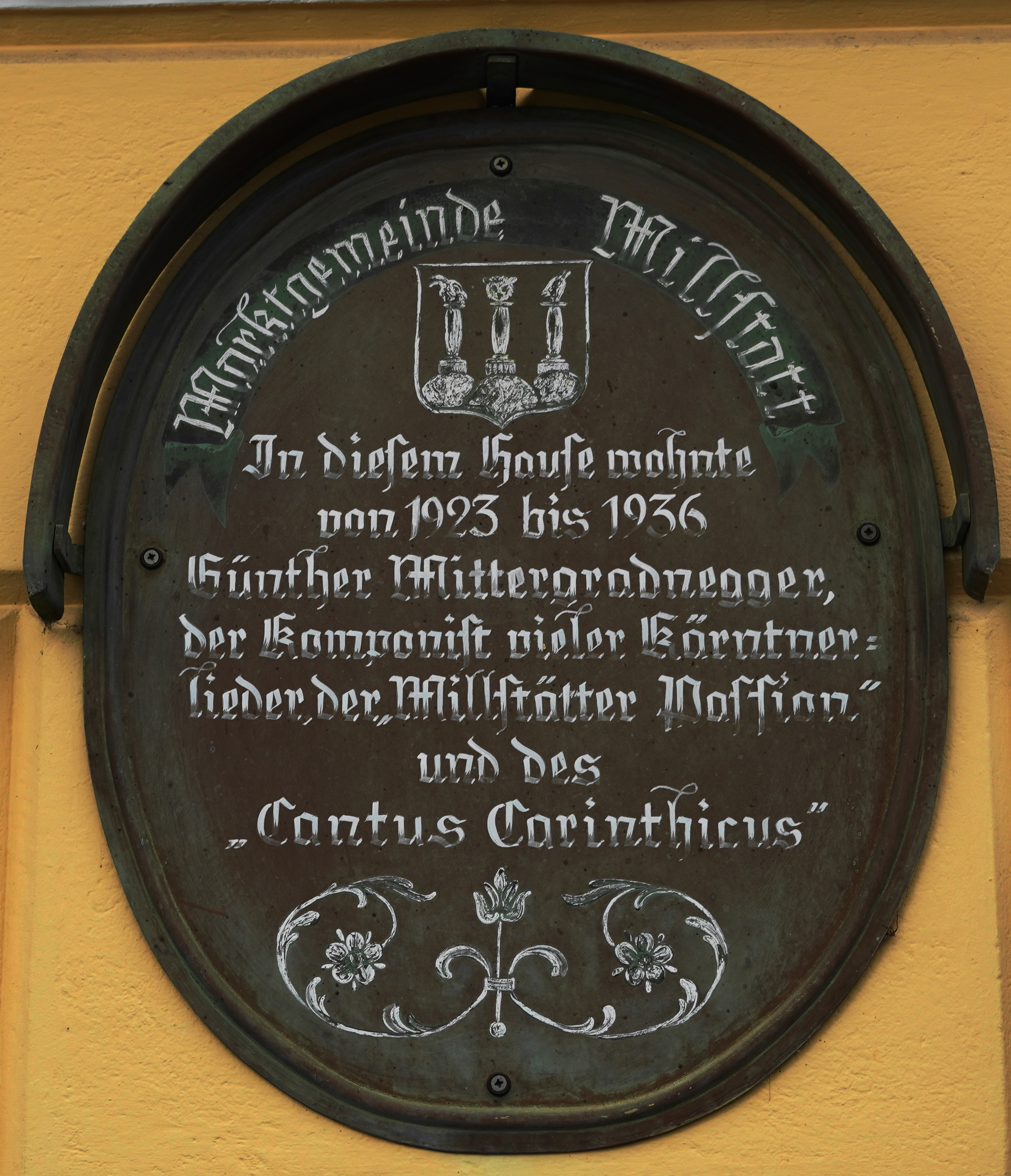
Gedenktafel für Günther Mittergradnegger am Haus Aribo in Millstatt

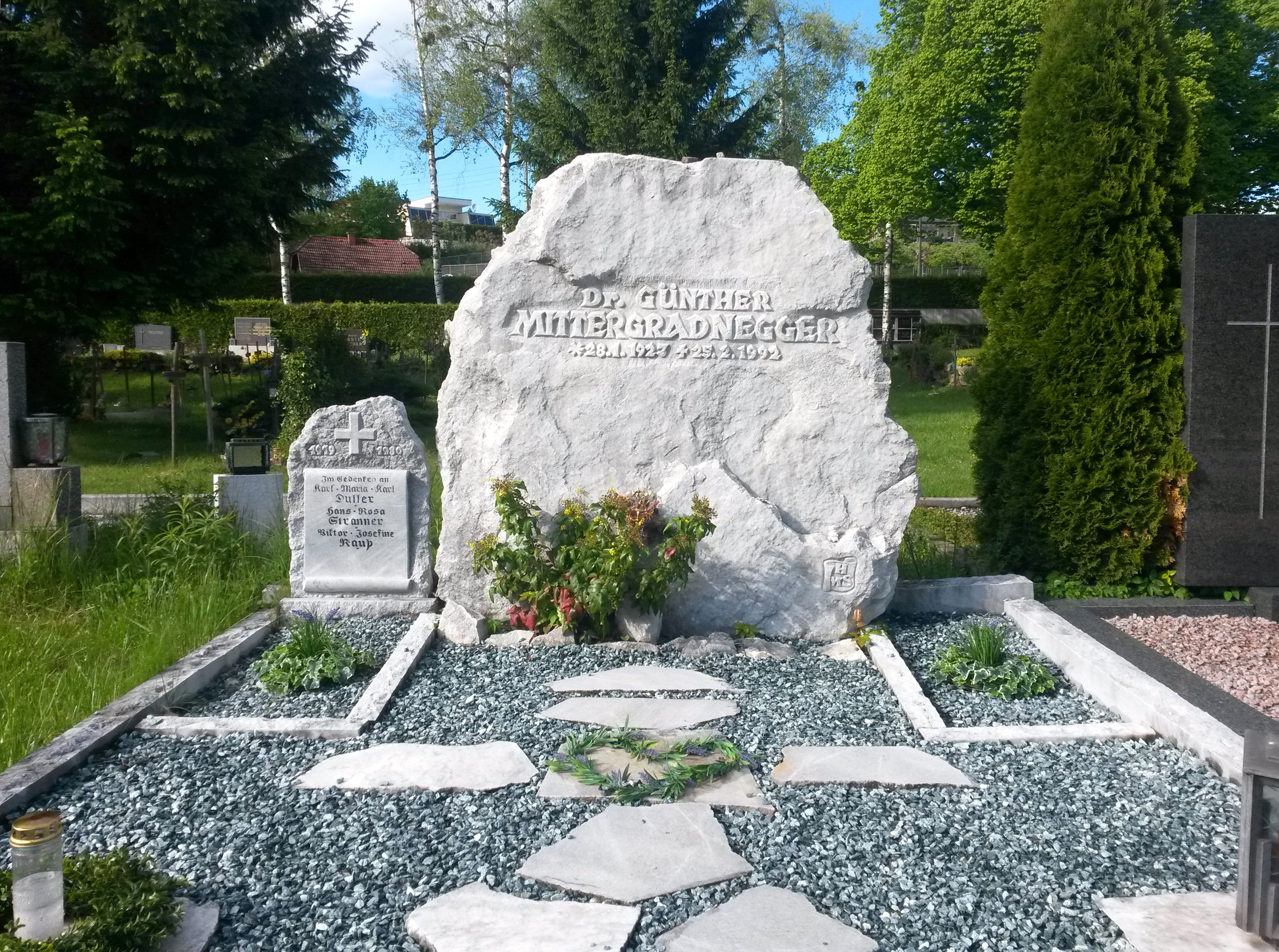
Grab von Günther Mittergradnegger am Friedhof Annabichl in Klagenfurt

Günther Wohlfahrt wurde am 28. Jänner 1923 in Klagenfurt geboren und am 5. Februar 1923 auf den Namen Günther Anton getauft. Seit 1936 lautete sein Familienname Mittergradnegger.
In der Volksschulzeit in Millstatt erhielt Günther Mittergradnegger bereits Klavierunterricht. Seit 1933 besuchte er die Bundeserziehungsanstalt für Knaben in Wien. Nach dem Gymnasiumsbesuch dort besuchte Günther Mittergradnegger ab 1937 die Lehrerbildungsanstalt in Klagenfurt.
Nach dem Anschluss Österreichs an Hitler-Deutschland wurde er Leiter des Chores seiner Schule und Oberscharführer in der Hitlerjugend. Am 15. April 1942 wurde Mittergradnegger zur Wehrmacht einberufen und im Westkaukasus eingesetzt. Günther Mittergradnegger beantragte am 4. Oktober 1943 die Aufnahme in die NSDAP und wurde rückwirkend zum 1. September 1942 aufgenommen (Mitgliedsnummer 10.082.124). Nach Ausheilung einer schweren Granatsplitterverletzung wieder fronttauglich geworden wurde er nach Norwegen versetzt.
Nach dem Krieg heiratete er am 25. Mai 1947 standesamtlich in Maria Feicht Erika Stanner (* 23. Februar 1925; † 9. November 2019). Am 3. August 1947 fand die kirchliche Trauung in Klagenfurt statt. Aus der Ehe gingen zwei Kinder, Erika und Wolfgang, hervor.
Mittergradnegger besuchte nach 1945 das Konservatorium Klagenfurt bei Robert Keldorfer. Danach studierte er an der Universität Wien Volkskunde und Musikwissenschaft und schloss dieses Studium im Jahr 1964 mit der Promotion zum Dr. phil. ab.
Mittergradnegger war hauptberuflich Lehrer. Er gründete im Oktober 1948 den Kärntner Madrigalchor Klagenfurt.
Zusammen mit dem Mundartdichter Gerhard Glawischnig schuf Mittergradnegger als Komponist zahlreiche Kärntner Mundartlieder und tat sich als ein bedeutender Vertreter des Neuen Kärntnerliedes hervor. Nebenbei komponierte er auch Messen und vertonte hochdeutsche Chorlieder. Ab dem Jahr 1975 war er verantwortlicher Redakteur der Kärntner Kulturzeitschrift Die Brücke.
Günther Mittergradnegger verstarb am 25. Februar 1992 und wurde auf dem Zentralfriedhof Annabichl in Klagenfurt beigesetzt.

## Werke
- Heiligenbluter Krippenmesse – für gemischten Chor mit Orgelzwischenspielen[12]
- Die Weihnachtsgeschichte – nach dem Evangelisten Lukas[12]
- Wir feiern heut’ Advent – Adventkantate für die Kleinsten[12]
- Die Gailtaler Weihnacht – Solo für Chor[12]
- Der Weg nach Emmaus – Solo für Chor[12]
- Kleine Pfingstmotette – Solo für Chor[12]
- Lieder für Feste, Feiern und frohes Singen – für Gemeinschaftschor und kleine Bläserbesetzung[12]
- Aus der Liedermappe des Kärntner Lehrerquintetts – Solo für Chor[12]
- Kärntner Bildstöcklmesse – Solo für Chor[12]
- Kinder singen – Lieder für Kindergarten, Schule und Familie[12]
- Drei kleine geistliche Chöre – Solo für Chor[12]
- Chume, chum, geselle min – für Chor[12]
- Fünf amerikanische Negro-Spirituals – für gemischten Chor[12]
- Es war eine Mutter, die hatte vier Kinder – Kantate für Kinderchor und Begleitinstrumente[12]
- O Mensch, dein Bild – Aschermittwoch-Kantate für gemischten Chor, Orchester, Orgel und Holzbläser[12]
- Ich hab dir ein Lied gesponnen – Liederzyklus nach zeitgenössischer afrikanischer Lyrik für Tenor und Gitarre, eingerichtet von Konrad Ragossnig[12]
- Fröhliche Kräuterwelt – Zyklus für Chor a cappella[12]
- Missa Domitiani für Chor und Orgel – Missa brevis[12]
- Kleine Psalmenmotette – für gemischten Chor[12]
- Drei Laub auf einer Linden – für gemischten Chor[12]
- Requiem – für gemischten Chor und Einzelstimmen[12]
- Drei Evangelienmotetten – für Chor a cappella[12]
- Missa a cappella – für gemischten Chor[12]
- Polsterzipfelreime – Kinderverse für Solostimme[12]
- Ich treib in meinen Träumen – für Chor a cappella nach zeitgenössischer afrikanischer Lyrik[12]
- Der kleine Prinz – für gemischten Chor und Soli[12]
- für gemischten Chor und Soli – für gemischten Chor a cappella[12]
- Ringlspiel – für Chor a cappella[12]
- für Chor a cappella – Ein Liedzyklus für Chor a cappella[12]
- Karelische Impression – Drei Chöre an Kärnten nach Texten von Otto Maria Polley[12]
- Cantus carinthicus. Bilder aus der Geschichte Kärntens – Kantate für Soli, Chor, Soloinstrumente und Sprecher nach Texten von Gerhard Glawischnig[12]
- Is schon still uman See – "Neues Kärntnerlied" nach einem Text von Gerhard Glawischnig[12]
- Markuspassion – für gemischten Chor[12]
- Sieben Sinnsprüche des Omar Chayyām – für gemischten Chor[12]
- Millstätter Passion – für Soli, gemischten Chor, Bläser, Schlagzeug und Orgel[12]
- Unter der Linden – für gemischten Chor[12]
- Viele Tiere groß und klein – Kantate für Kinderchor und Schlaginstrumente[12]
- Laßt springen die Füße – Schul- und Jugendmusik (1945–1955)[12]
- Glückskind und Pechmarie – Schul- und Jugendmusik (1945–1955)[12]
- Liebe lange Straße – Schul- und Jugendmusik (1945–1955)[12]
- A Stern ist niederg'fallen – Kantate für Einzelstimmen, gemischten Chor und Instrumente nach einer Weihnachtslegende von Wilhelm Rudnigger (1949)[12]
- Dies ist das Land – Aus „Schwarzer Orpheus“, für gemischten Chor (1950)[12]
- Heiteres Herbarium – nach Texten von Karl Heinrich Waggerl für Tenor und Gitarre (1959/1972)[12]
- Stiller als eine Wolke – Chorzyklus für gemischten Chor a cappella nach Texten von Gerhard Glawischnig (1964)[12]
- Kinderwelt – Szenische Kantate für Kinder und Instrumente (1970/1980)[12]
- Kärntner Hochzeitsmesse – nach alten und neuen Kärntner Weisen für gemischten Chor (1970)[12]
- Kleine deutsche Messe – für Männerchor a cappella (1978)[12]

## Auszeichnungen
- 1971 Verleihung des Berufstitels Professor durch den Bundespräsidenten[2]
- 1974 Großer Kulturpreis des Landes Kärnten[2]
- 1978 Würdigungspreis für Musik des Landes Kärnten[2]
- 1983 Goldenes Verdienstkreuz des Landes Kärnten[2]
- 1986 Österreichisches Ehrenkreuz 1. Klasse für Wissenschaft und Kunst[2]
- 1998 Benennung einer Straße „Mittergradneggerstraße“ im Klagenfurter Stadtteil Völkermarkter Vorstadt[13]
  - Der Gemeinderat der Stadtgemeinde Klagenfurt hat 2008 vier belastete Straßenbenennungen umbenannt. 47 Straßennamen bleiben, darunter die Mittergradneggerstraße. Der Vorsitzende der Historikerkommission Peter Gstettner präsentierte 2016 im Stadtsenat 47 Vorschläge, belastete Namensbezeichnungen von Straßen und Plätzen mit erläuternden Zusatztafeln zu versehen. Dies ist bis dato nicht geschehen.[14][15]
  - Kontroverse zur NSDAP-Mitgliedschaft von Günther Mittergradnegger: Als sich die Stadt Klagenfurt mit Straßennamen von Personen mit Verbindung zum Nationalsozialismus beschäftigte, wurde auch seine NSDAP-Mitgliedschaft bekannt. 2022 veröffentlichte der Historiker Wilhelm Wadl in der Zeitschrift des Geschichtsvereins für Kärnten die These, dass Günther Mittergradnegger nie NSDAP-Mitglied war.[5] Zur Mitgliedschaft in der Hitlerjugend wird zutreffend angeführt, dass diese verpflichtend war und ohne Beleg behauptet, dass Mittergradnegger den Rang des Oberscharführers automatisch erhielt, da er von Anton Anderluh damit beauftragt wurde, die Spielschar – den Schulchor der Lehrerbildungsanstalt – zu leiten.[16] Weiters sei Mittergradnegger zum Zeitpunkt der angegebenen Antragstellung bereits im Kriegsdienst in Norwegen gewesen, was im Text erst für eine Woche später belegt ist. Sein Beitrittsansuchen sei nicht vorhanden, was allerdings wegen Kriegsverlusten generell nur in einem geringen Ausmaße der Fall ist. Sein Name sei als „Mittergradenegger Günther“ falsch geschrieben, was bei einer Beteiligung des Antragstellers schwer möglich sei; allerdings basieren diese Karteikarten auf den schriftlichen Anträgen und enthalten deshalb Übertragungsfehler.[17] Abschließend argumentiert Wadl, dass laut Organisationshandbuch der NSDAP eine Aufnahme erst dann rechtswirksam sei, wenn die Mitgliedskarte ausgehändigt wurde. Bei Mittergradnegger sei das aber nicht möglich gewesen, da er bis Mai 1945 im Kriegseinsatz war.[18]

- Gedenktafel am Haus Aribo in Millstatt